# پپه-لو-موکو
پپه-لو-موکو (انگلیسی: Pépé le Moko) فیلمی در ژانر جنایی، درام و رمانتیک به کارگردانی ژولین دوویویه است که در سال ۱۹۳۷ منتشر شد.

## بازیگران
- ژان گابن در نقش پپه-لو-موکو
- گابریل گابریو در نقش کارلوس
- میری بلان در نقش در نقش گبی
- ساتورنن فابر در نقش پدربزرگ
- فرنان شارپن در نقش رژیس
- لوکاس گریدو در نقش بازرس سلیمان
- ژیلبر ژیل در نقش پی‌یرو
- مارسل دالیو در نقش آربی
- شارل گرانوال در نقش ماکسیم
- گستون مودو در نقش جیمی
- رنه برگرنون در نقش بازرس مونیه
- پل اسکوفیه در نقش بازرس لووان
- روژه لوگری در نقش ماکس
- ژان تمرسون در نقش گراور
- روبر اوزان در نقش ژوندرون
- فیلیپ ریشار در نقش ژانویه
- ژرژ پکله در نقش بارساک
- لین نوررو در نقش اینس
- فرئل در نقش تانیا
- الگا لر در نقش عایشه
- رنی کارل در نقش مامان تارت